# Domenico Oppedisano
Domenico Oppedisano (* 1930, Rosarno) ist ein italienischer Anführer der ’Ndrangheta.
Er wurde im August 2009 einstimmig zum Anführer der ’Ndrangheta gewählt, um die verzweigte Struktur dieser Mafia-Organisation unter einem nach außen unauffälligen Oberhaupt zu vereinigen, und im Rahmen einer Marienprozession eingeführt. Er bekleidete das Amt des Capo Crimine. Nach Aussagen von Kronzeugen war Oppedisano allerdings kein absoluter Herrscher über die kalabrische Mafia, sondern vielmehr ein „alter, weiser Mann, der den Respekt der anderen ’ndrangheta-Ortszellen hat, der die gemeinsamen Regeln hütet und die Streitigkeiten zwischen den Familien schlichtet.“
Die italienischen Behörden nahmen ihn im Rahmen einer Razzia im Juli 2010 fest, nachdem sie die Bäume seines Orangenhains verwanzt hatten. Im März 2012 wurde er von einem italienischen Gericht zu zehn Jahren Haft verurteilt.